# New York World
New York World — газета, издававшаяся в Нью-Йорке с 1860 по 1931 год. Сыграла важную роль в истории американских газет как ведущий национальный голос Демократической партии. С 1883 по 1911 год под руководством издателя Джозефа Пулитцера газета была пионером в жёлтой журналистике, привлекая внимание читателей сенсациями, спортом, сексом и скандалами, доведя свой ежедневный тираж до миллионной отметки. Была продана в 1931 году и объединена в New York World-Telegram.
New York World была одной из первых газет, публикующих комиксы, начиная примерно с 1890 года, и внесла большой вклад в развитие американских комиксов.
16 мая 2011 года Высшая школа журналистики Колумбийского университета объявила о запуске онлайн-издания под названием The New York World в честь оригинальной газеты.

## История
New York World была основана в 1860 году. С 1862 по 1876 год её владельцем и одновременно главным редактиром был журналист Мэнтон Марбл. Во время президентских выборов в США в 1864 году газета была закрыта на три дня после того, как опубликовала поддельные документы, дискредитировавшие Авраама Линкольна. Марбл, возмущённый поражением Сэмюэла Тилдена на выборах 1876 года, продал газету группе, возглавляемой Томасом А. Скоттом, президентом Пенсильванской железной дороги, которая использовала газету «в качестве средство пропаганды для его акционерных предприятий». В то же время Скотт не смог покрыть растущие убытки газеты, и в 1879 году он продал её финансисту Джею Гулду в рамках сделки, которая также включала Техасско-тихоокеанскую железнодорожную компанию. Гулд, как и Скотт, использовал газету в своих целях, дабы захватить контроль над Western Union. Однако и Гулд не смог улучшить финансовое состояние газеты, и к 1880-м годам она теряла 40 000 долларов в год.
В 1883 году издание приобрёл Джозеф Пулитцер и положил начало агрессивной эпохе увеличения тиража.